# Забрањене игре
Забрањене игре (фр. Jeux interdits) је француска ратна драма из 1952. године у режији Рена Клемана и заснована је на роману Франсоа Бојера Jeux Interdits. Иако у почетку није био успешан у Француској прославио се у другим државама. Освојио је Златног лава на Филмском фестивалу у Венецији, Оскара за најбољи међународни филм у Сједињеним Америчким Државама и БАФТА за најбољи филм.

## Радња
Филм се дешава у јуну 1940. током битке за Француску. Након што су петогодишњој Полет погинули родитељи и пас у немачком ваздушном нападу на колони избеглица из Париза, трауматизовано дете среће десетогодишњег Мишела Долеа чија га породица прихвата. Њих двоје покушавају да се изборе са смрћу и уништењем које их окружује тако што тајно граде мало гробље међу рушевинама напуштене воденице где закопају њеног пса и почињу да сахрањују друге животиње обележавајући њихове гробове крстовима украденим са локалног гробља, укључујући и једно које припада Мишеловом брату. Мишелов отац прво сумња да је крст Мишеловог брата са гробља украо његов комшија али на крају сазнаје да га је Мишел украо. У међувремену, француски жандарми долазе у домаћинство Долеа да одведу Полет. Мишел не може да поднесе помисао на њен одлазак и каже оцу да ће му рећи где су украдени крстови ако заузврат не треба да преда Полет жандармима али његов отац не одржи обећање: Мишел уништава крстове и Полет одлази у логор Црвеног крста, али на крају филма бежи у гомили људи у кампу Црвеног крста, плачући за Мишелом и његовом мајком.

## Улоге
- Жорж Поујоли — Мишел Доле
- Брижит Фоси — Полет
- Филип Шеризе — Франсис Гуар
- Лоранс Бади — Берта Доле
- Сузан Коуртал — Мадам Доле
- Лисјен Хуберт — Доле
- Жак Марин — Жорж Доле
- Пјер Мерове — Рејмонд Доле
- Луј Сентев — свештеник